# Julia Carabias Lillo
Julia Carabias Lillo (Ciutat de Mèxic, Districte Federal, 11 d'agost de 1954) és una biòloga mexicana per la Universitat Nacional Autònoma de Mèxic a on va ser integrant del Consell Universitari (1989-93). Va militar en el Moviment d'Acció Popular (1981) i en el Partit Socialista Unificat de Mèxic (1986). Va ser presidenta de l'Institut Nacional d'Ecologia, i secretària de Medi Ambient, Recursos Naturals i Pesca al govern d'Ernesto Zedillo. És membre del Sistema Nacional d'Investigadors. Va ingressar com a membre d'El Col·legi Nacional el 27 d'agost de 2018.
Carabias va rebre el Premi Internacional Cosmos 2004 per les seves investigacions i assoliments en el camp de la defensa del medi ambient. Va ser escollida entre 122 candidats de 19 països. A Osaka, Japó, va rebre un diploma. També li van donar 3.8 milions de pesos que, va donar per crear el Centre Llatinoamericà de Capacitació per a la Conservació de la Biodiversitat a la regió de la Selva Lacandona de Chiapas.
Julia Carabias va estar casada amb José Woldenberg, qui el novembre de 1996, mentre ella era secretària de Medi Ambient, Recursos Naturals i Pesca, va ser designat conseller president de l'Institut Federal Electoral.
El desembre de 2017 va ser guardonada pel senat amb la medalla Belisario Domínguez «per la seva distingida contribució a cura de l'ambient».

## Premis
- Premi Getty (2000)
- Premi Cosmos (2004)
- Campions de la Terra d'ONU (2005)
- Medalla Belisario Domínguez (2017)[2]